# Piloctenus
Genre
Piloctenus est un genre d'araignées aranéomorphes de la famille des Ctenidae.

## Distribution
Les espèces de ce genre se rencontrent en Afrique de l'Ouest et en Afrique centrale.

## Liste des espèces
Selon World Spider Catalog (version 18.0, 08/05/2017) :
- Piloctenus gryseelsi Henrard & Jocqué, 2017
- Piloctenus haematostoma Jocqué & Henrard, 2017
- Piloctenus mirificus (Arts, 1912)
- Piloctenus pilosus (Thorell, 1899)

## Publication originale
- Henrard & Jocqué, 2017 : Morphological and molecular evidence for new genera in the Afrotropical Cteninae (Araneae, Ctenidae) complex. Zoological Journal of the Linnean Society, vol. 180, no 1, p. 82-154.